# Kladnitsa
Kladnitsa (bulgariska: Кладница) är ett distrikt i Bulgarien.   Det ligger i kommunen Obsjtina Pernik och regionen Pernik, i den västra delen av landet, 19 km sydväst om huvudstaden Sofia.
I omgivningarna runt Kladnitsa växer i huvudsak blandskog. Runt Kladnitsa är det tätbefolkat, med 683 invånare per kvadratkilometer.